# 大魚際肌
大魚際肌（英語：Thenar muscle），或称魚際（英語：Thenar eminence），是指人的手掌拇指根部的肌肉群。該區域的皮膚受刺激時可引起掌頷反射。

## 構造
大魚際肌包含以下三塊肌肉：
- 外展拇短肌（英语：abductor pollicis brevis muscle）：三塊之中最淺層的肌肉，可外展拇指。
- 屈拇短肌（英语：flexor pollicis brevis muscle）：比鄰外展拇短肌，可屈曲拇指。
- 對掌拇肌：位於外展拇短肌的深側，可使拇指朝向其他四根手指移動，這個動作非常重要，人類手部的靈巧性大部分來自這個動作。

## 圖集

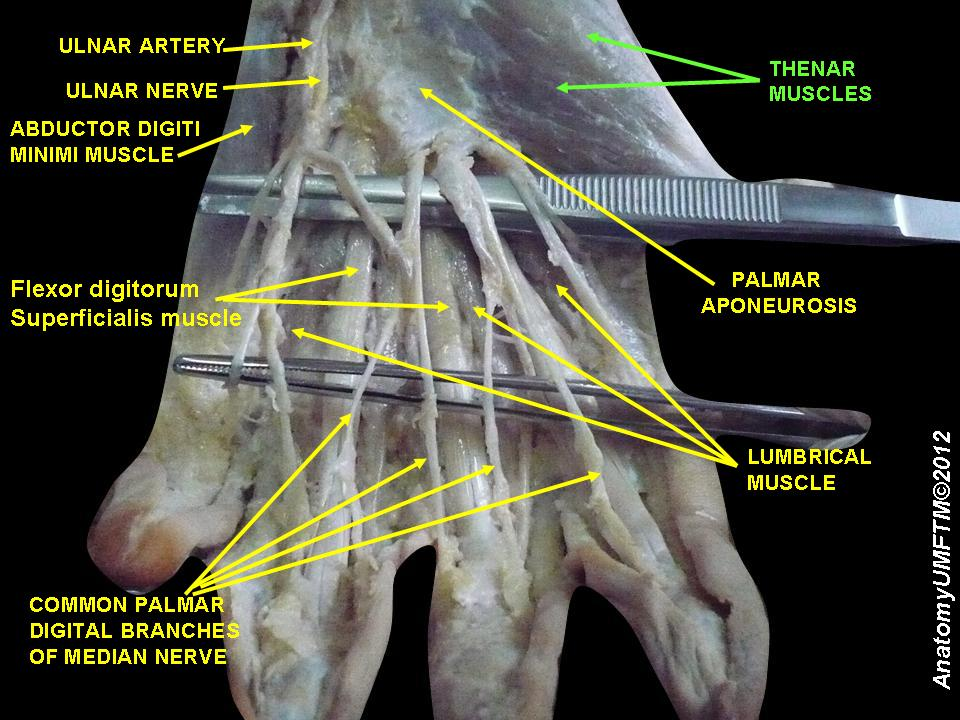
大魚際肌
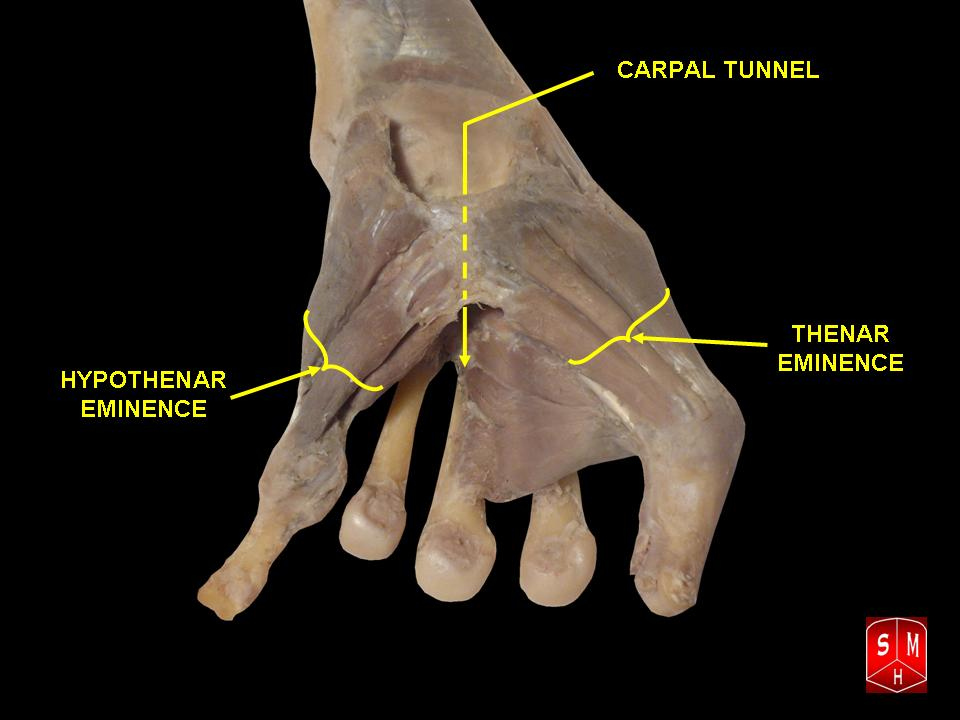
腕隧道（英语：Carpal tunnel）與大魚際肌

## 外部連結
- （英文）lesson5mus&tendonsofhand 在韦斯利诺曼的解剖课上（乔治城大学）